# Eilmer z Malmesbury

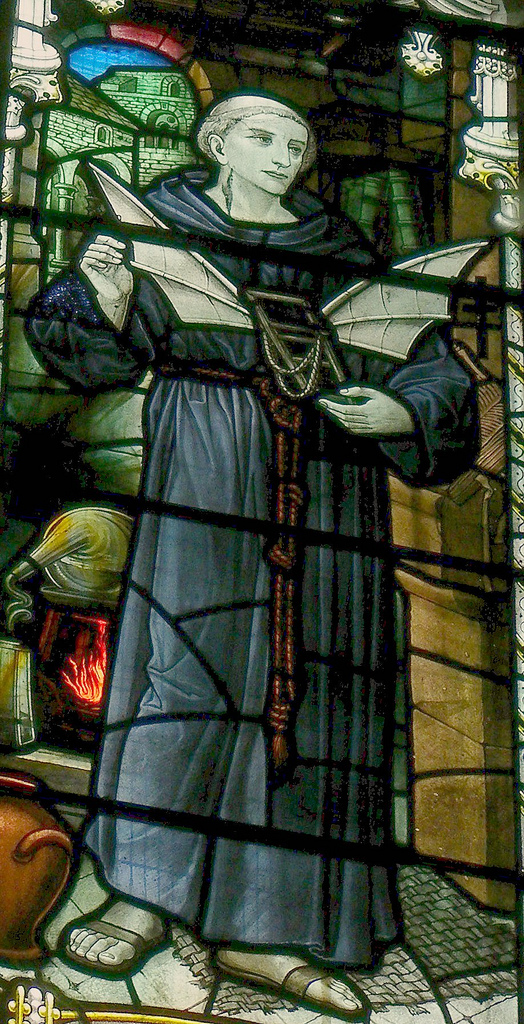
Witraż przedstawiający Eilmera z Malmesbury, umieszczony w opactwie w Malmesbury w 1920 roku

Eilmer z Malmesbury (znany również jako Elmer, Æthelmær oraz jako Oliver z powodu błędnego kopiowania skryby) – XI-wieczny angielski mnich benedyktyński z  opactwa w Malmesbury. Znany ze swojej próby lotu szybowcowego za pomocą własnoręcznie skonstruowanej lotni.

## Biografia
Historię jego życia znamy z relacji historyka Williama z Malmesbury zawartych w jego dziele Gesta regum Anglorum z około 1125 roku. William z Malmesbury także był mnichem tego samego klasztoru. Informacje o współbracie uzyskał prawdopodobnie bezpośrednio od ludzi, którzy znali Eilmera, gdy był starcem.
Według relacji Williama, Eilmer był mnichem w opactwie Malmesbury. Interesował się matematyką i astronomią. Oprócz tego był zafascynowany opowieścią o Dedalu i Ikarze. Pod jej wpływem zdecydował się skonstruować własną lotnię. Około roku 1010 skonstruował skrzydła, które przymocował sobie do rąk i nóg. Wykonał ją prawdopodobnie z drewna i piór.
Chcąc sprawdzić jej działanie, skoczył z 18-metrowej wieży opactwa i szybując na wietrze, przeleciał około 200 metrów. Potem zachwiał się i spadł na ziemie łamiąc obie nogi. Długi czas chodził kulawy. Po tym doświadczeniu planował powtórzyć eksperyment, tym razem wyposażając swój szybowiec w ogon, jednak opat zabronił mu dalszych eksperymentów z lataniem, obawiając się o jego życie.
Eilmer z Malmesbury był też autorem traktatów z dziedziny astronomii, które były znane jeszcze w XVI wieku. Nie zachowały się jednak do naszych czasów.